# 13980 Neuhauser
13980 Neuhauser (1992 NS) là một tiểu hành tinh vành đai chính được phát hiện ngày 2 tháng 7 năm 1992 bởi E. F. Helin ở Đài thiên văn Palomar.